# Burg Dreckburg
Die Burg Dreckburg (Dreck = Moor) ist eine von einem Wassergraben umgebene Turmburg am östlichen Stadtrand der Kernstadt von Salzkotten im Kreis Paderborn in Nordrhein-Westfalen.

## Geschichte
Burg Dreckberg wurde vermutlich zwischen 1347 und 1357 von dem Paderborner Dompropst Otto von Bentheim erbaut und nach ihrer Fertigstellung an die Herren von Drewer als Lehen vergeben.
Die Paderborner Bischöfe, die auch gleichzeitig Landesherren waren, errichteten zur Sicherung ihres Territoriums neben der Oldenburg bei Marienmünster und der Burg Lichtenau auch die Dreckburg am Westrand des Bistums, um die Grenze zu Kurköln und den vorbeiführenden Hellweg zu kontrollieren.
Urkundlich wurde die Burg erstmals 1386 als „Drecborgh“ im Lehen des Dompropstes Volmar von Brenken erwähnt, der vermutlich den Burghof der zuvor nur aus einem Wohnturm mit Hocheingang (Bergfried) bestehenden Burg mit einer Ringmauer umgeben ließ und eine Vorburg erbauen ließ.
Die Soester Fehde 1444 überstand die Dreckburg unbeschädigt, ging im selben Jahr an die Herren von Oeynhausen, 1462 an die Familie von Hörde, 1480 an Wilhelm von Krevet auf Lebzeiten und 1516 ließ der Ritter Franz Anton von Hörde eine zweite Gräfte in großem Abstand um die Burg ziehen.
Nachdem die Burg den Dreißigjährigen Krieg unbeschadet überstanden hatte, kam sie 1676 an Johann Wilhelm von Schilder, der die Ringmauern der Burg teilweise abbrechen ließ.
1729 erwarb der Osnabrücker Domherr Wilhelm Anton von der Asseburg die Burg und ließ sie bis 1762 umbauen, was ihr durch das Hinzufügen von zwei barocken Flügeln ihr heutiges Aussehen verlieh. Sein Neffe Friedrich Wilhelm von Westphalen erbte 1782 die Dreckburg, die dann später ab 1802 als Gutshof fungierte.
Ab 1896 blieb die verpachtete Burg mit Gutsbetrieb in der eigenen Verwaltung der Grafen von Westphalen, bis 2000 die Stadt Salzkotten die Burg erwarb und sie 2002 an Erhard Christiani verkaufte, der sie bis zu seinem Tod im März 2017 privat und beruflich nutzte.